# حرب فولتا باني
كانت حرب فولتا-بني ثورةً مناهضةً للاستعمار اندلعت في غرب أفريقيا الفرنسية (تحديدًا في مناطق بوركينا فاسو ومالي حاليًا) بين عامي 1915 و1917. اندلعت الحرب بين قوة أفريقية محلية مُشكّلة من تحالف غير متجانس من السكان المحليين الذين ثاروا ضد الجيش الفرنسي. في ذروتها عام 1916، حشد المتمردون ما بين 15,000 و20,000 رجل وقاتلوا على عدة جبهات. بعد حوالي عام وتكبدهم عدة انتكاسات، هزم الجيش الفرنسي المتمردين وسجن أو أعدم قادتهم، لكن المقاومة استمرت حتى عام 1917. 
بدأت الحرب بعد موسم الأمطار عام 1915 عندما تجمعت مجموعة من الممثلين من حوالي اثنتي عشرة قرية في بونا حيث قرروا حمل السلاح ضد المحتلين الفرنسيين.  حدث هذا في سياق الحرب العالمية الأولى وإدخال التجنيد الإجباري للجيش الفرنسي. كان هناك أيضًا تفاؤل واسع النطاق بإمكانية هزيمة الحكومة الاستعمارية في هذه اللحظة من الضعف. لقد مرت بمراحل مختلفة حيث نظم الجيش الاستعماري حملتين قمعيتين لكنه فشل في البداية في تحقيق هدفه، في مواجهة معارضة شرسة وتكتيكات متفوقة. تُعد حرب فولتا باني واحدة من أهم المعارضات المسلحة للحكومة الاستعمارية في أي مكان في إفريقيا. كانت السبب الرئيسي لإنشاء مستعمرة فولتا العليا (بوركينا فاسو الآن) بعد الحرب العالمية الأولى، من خلال فصل سبع مقاطعات عن مستعمرة السنغال العليا والنيجر الكبيرة. 
استُخدم اسم "حرب فولتا-بني" في كتاب "تحدي غرب أفريقيا للإمبراطورية: الثقافة والتاريخ في حرب فولتا-بني" (2002) للكاتبين ماهر شاول وباتريك روير. يُقدم الكتاب تحليلاً أنثروبولوجياً ووصفاً مفصلاً لهذه المواجهات، بالاعتماد على وثائق الأرشيف العسكري وفهم مُعمّق للمنطقة قائم على العمل الميداني الإثنوغرافي والتاريخ الشفوي. وقد فاز الكتاب بجائزة أموري تالبوت من المعهد الملكي للأنثروبولوجيا لعام 2002.  وقد شكّلت رواية خيالية عن الثورة موضوع أحد أهم الأعمال الأدبية في غرب أفريقيا، وهو " شفق العصور القديمة" (1962) لنازي بوني. 

## قراءة إضافية
- Echenberg، M. (2005). "A Major Study of a Neglected Resistance War: West African Challenge to Empire: Culture and History in the Volta-Bani Anticolonial War" (PDF). The Journal of African History (Book review). ج. 46 ع. 2: 356–357. DOI:10.1017/S0021853705390815. مؤرشف من الأصل (PDF) في 2024-12-01. اطلع عليه بتاريخ 2017-11-12.

## روابط خارجية
- مراجعة كتاب: التحدي الغربي الأفريقي للإمبراطورية: الثقافة والتاريخ في حرب فولتا-بني ضد الاستعمار - توني تشافر
- مراجعة كتاب: التحدي الغربي الأفريقي للإمبراطورية: الثقافة والتاريخ في حرب فولتا-باني المناهضة للاستعمار: جيمس كوري